# Caiuc

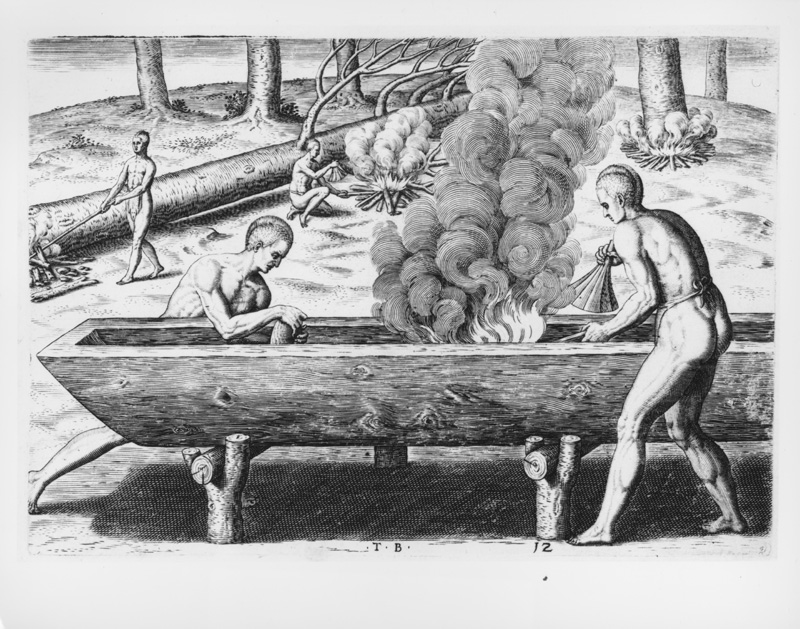
Gravat del procés de fabricació d'una piragua.

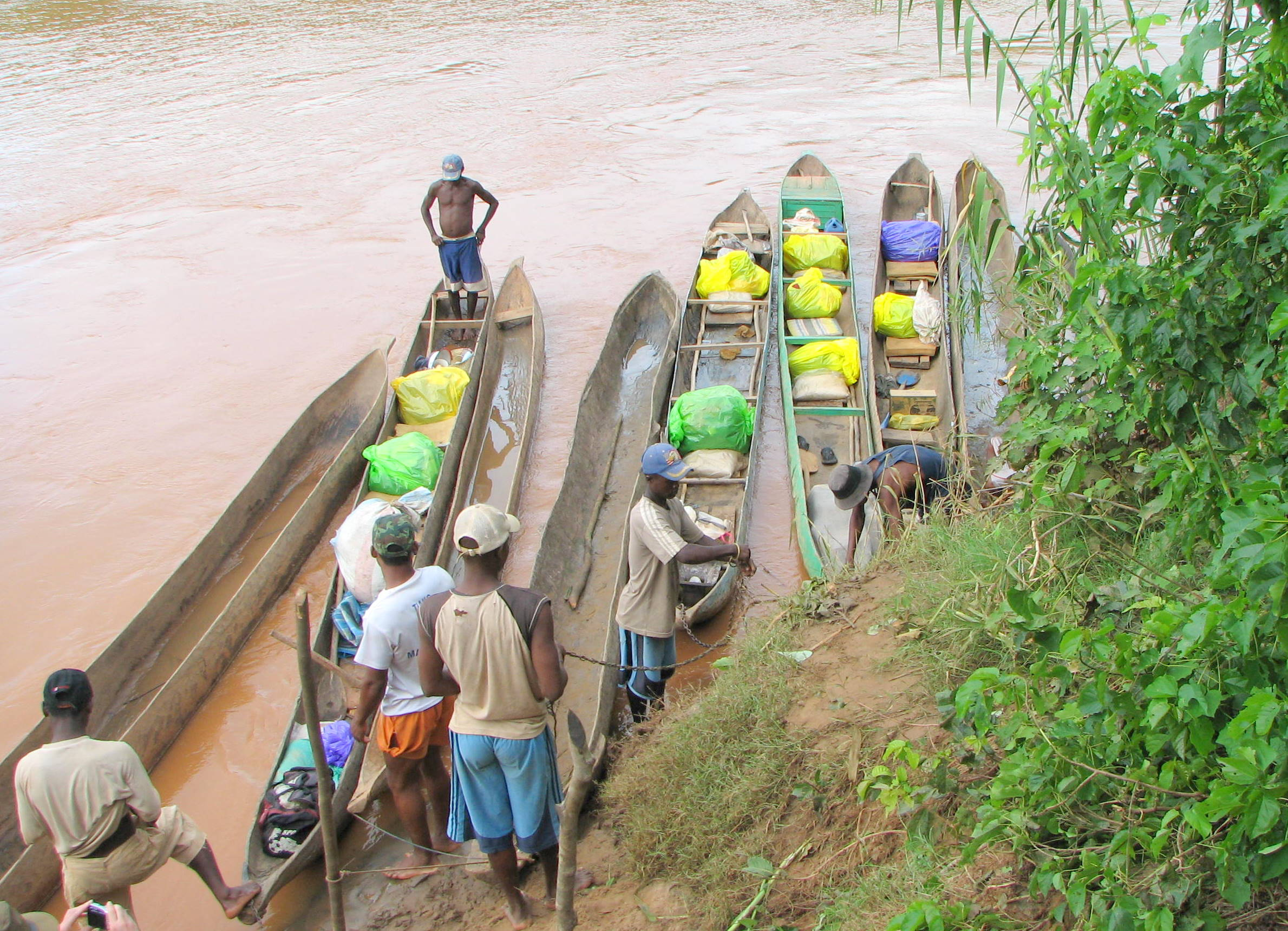
Caiucs a Madagascar.

Un caiuc és una canoa de fons pla construïda pel buidatge d'un tronc d'arbre, de vegades un tronc de palmera. Les protoembarcacions més antigues (d'uns 10.000 anys) descobertes a les excavacions arqueològiques van ser caiucs tallats amb eines de pedra a partir de troncs d'arbres resinosos.

## Característiques
El buidatge pot ser per eines metàl·liques o de pedres en forma de destral, matxet, aixada, aixadó... o ajudant-se mitjançant fogueres que carbonitza l'interior del tronc i teies per als costats i fons exterior, i igualant-lo amb eines. Per extensió es diuen piragües a altres embarcacions de fons pla i estretes en comparació amb la seva llargada.

## Simbolisme
Els caiucs i les pasteres són famoses a Espanya gràcies a la seva difusió pels mitjans de comunicació, reben aquest nom les diverses embarcacions (una d'aquestes embarcacions és ocupada o sobrecarregada per entre 20 i 45 persones) emprades pels immigrants il legals africans per a temptar d'arribar a Europa per les Canàries i Cap Verd a partir del Marroc, el Sàhara, Mauritània i el Senegal. En ser massa fràgils o petites per al mar obert, solen bolcar i provoquen la mort dels seus ocupants.